# Сисю
Сисю́ (кит. упр. 西秀, пиньинь Xīxiù) — район городского подчинения городского округа Аньшунь провинции Гуйчжоу (КНР).

## История
Во времена империи Цин в 1687 году была создана Аньшуньская управа (安顺府). После Синьхайской революции в Китае была проведена реформа структуры административного деления, в ходе которой управы были упразднены, поэтому в 1913 году Аньшуньская управа была расформирована, а в месте размещения её властей был создан уезд Аньшунь (安顺县).
После вхождения этих мест в состав КНР в 1950 году был создан Специальный район Аньшунь (安顺专区), и уезд вошёл в его состав. В 1958 году уезд Аньшунь был преобразован в городской уезд, но в 1962 году городской уезд Аньшунь вновь стал обычным уездом. В 1966 году урбанизированная часть уезда Аньшунь была вновь выделена в городской уезд Аньшунь.
В 1970 году Специальный район Аньшунь был переименован в Округ Аньшунь (安顺地区).
В 1990 году уезд Аньшунь был расформирован, а его территория вошла в состав городского уезда Аньшунь.
Постановлением Госсовета КНР от 23 июня 2000 года были расформированы округ Аньшунь и городской уезд Аньшунь, и образован городской округ Аньшунь; территория бывшего городского уезда Аньшунь стала районом Сисю в его составе.

## Административное деление
Район делится на 7 уличных комитетов, 10 посёлков, 2 волости и 5 национальных волостей.